# Santa Coloma de Farners
Santa Coloma de Farners, anomenada també Farners de la Selva durant la Segona República Espanyola, és un municipi de Catalunya, capital de la comarca de la Selva i cap del partit judicial de Santa Coloma. Està situada a l'inici d'aquesta plana, just al peu dels primers contraforts de les Guilleries.
Es troba al centre de la comarca i és la porta d'entrada a les Guilleries per la plana de la depressió de la Selva, té una orografia del tot capritxosa ―entre la plana i muntanyes― que en fan un entorn natural immillorable. Per això és fàcil trobar-hi diverses rutes que conviden a descobrir la seva part més natural. A més, l'aigua hi té un significat molt especial: rieres, recs, torrents, gorgs i espais termals de relaxament i repòs que utilitzen l'aigua terapèutica de la zona.
El nucli urbà de Santa Coloma de Farners té com a punt neuràlgic la plaça de Farners, un espai obert envoltat de plataners centenaris que porten fins a l'església parroquial de Santa Coloma de Farners. Aquest recinte d'estil gòtic destaca pel seu interior d'una sola nau i pel seu campanar. És just en aquest punt on emergeixen carrers i carrerons plens d'activitat, arquitectura modernista i cases senyorials del segle xx. Del llegat arquitectònic cal esmentar les construccions d'estil modernista, com Can Gironès, la Casa Bofill o la Casa de la Paraula, un edifici de tres plantes que actualment és museu i centre cultural. Al centre de Santa Coloma també hi ha una premsa de vi del 1693, un aparell únic a tot Europa que s’exposa al seu lloc d'origen, al carrer Verge Maria.
No es pot marxar d'aquesta població sense visitar dues de les construccions històriques més importants dels colomencs: el castell de Farners, fortificació romànica del segle XI, i l'ermita de Farners, del segle XVIII i d'estil romànic, ambdós situats a 5 km de la població.
Cal destacar que la gastronomia també té un pes molt important a la població, que és productora de galetes, teules i mil i una delícies dolces. A més, és la capital de la ratafia, amb la recepta de ratafia més antiga de Catalunya datada del 1842. La ratafia és un Licor d'anís o aiguardent amb maceració de nou verda, herbes remeieres i espècies.

## Geografia
- Llista de topònims de Santa Coloma de Farners (Orografia: muntanyes, serres, collades, indrets…; hidrografia: rius, fonts…; edificis: cases, masies, esglésies, etc.).
- Rieres: Riera major, també anomenada de St. Hilari, Riera de Castanyet o dels frares, Riera d'Esplet.
- El Rocar.

| Entitat de població      | Habitants (2024) |
| Santa Coloma de Farners  | 11.939           |
| Santa Coloma Residencial | 1.664            |
| el Veïnat d'Avall        | 93               |
| Castanyet                | 63               |
| Veïnat de Vallors        | 51               |
| Cladells                 | 27               |
| Sot d'en Mola            | 24               |
| Sant Pere Cercada        | 13               |
| Font: Idescat            |                  |

## Història

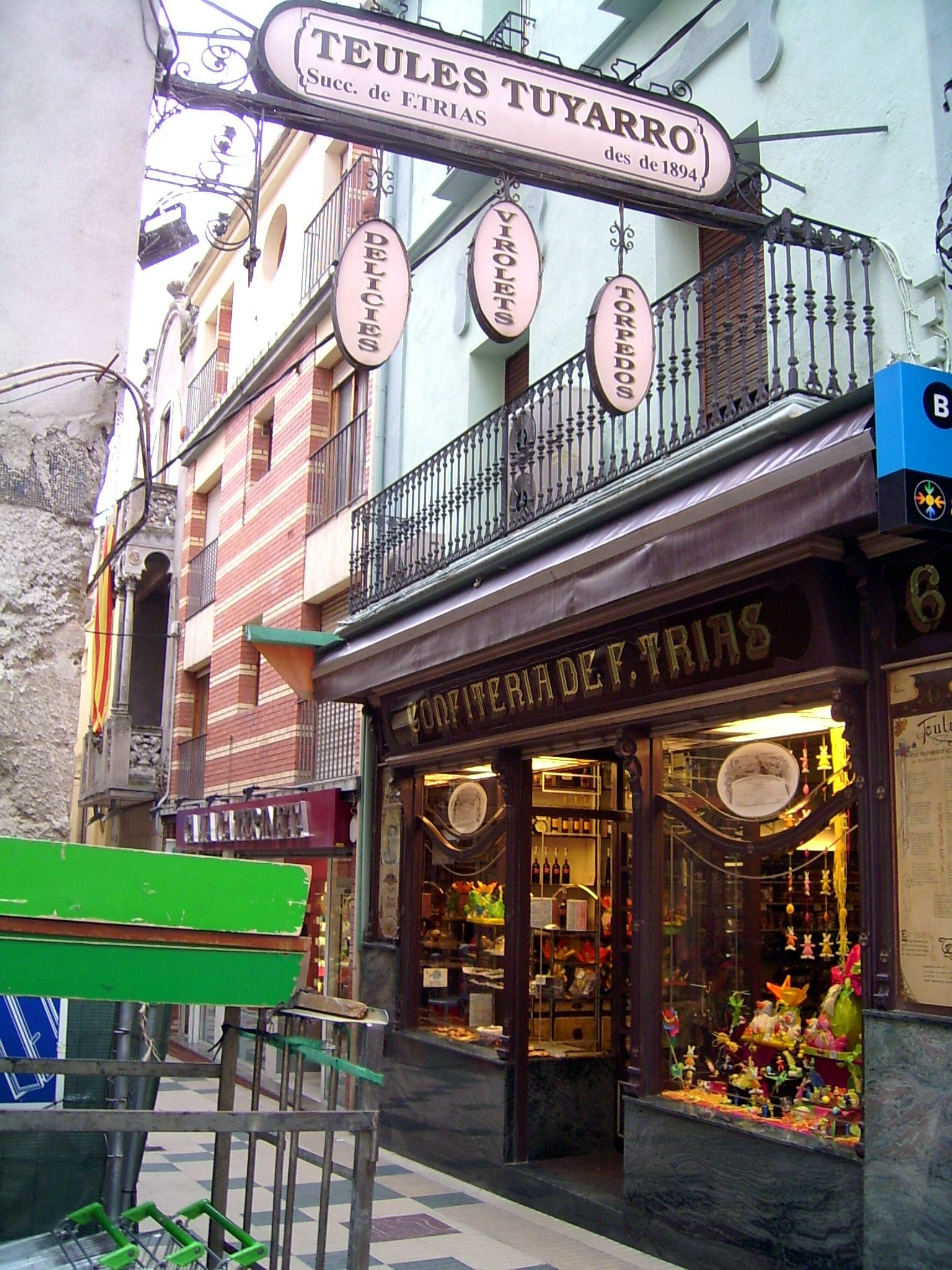
Pastisseria Teules Tuyarro

El primer esment data del 898, quan es parla de l'església, que fou reconstruïda l'any 950 i consagrada per Gotmar, el bisbe de Girona, després de la seva destrucció en la ràtzia hongaresa de 942. Des del segle xi la vila depengué eclesiàsticament de la canònica de Sant Pere Cercada i, des del punt de vista de la jurisdicció civil, del Castell de Farners. S'hi celebra mercat des del 1334, gràcies a una concessió del rei Pere III, i des del segle xv fou seu d'una baronia, senyorejada pels Vilademany.

## Entorn geogràfic
Hi ha dos tipus de paisatges: la plana i la muntanya. La plana és ben oberta cap al sud-oest, el que ha facilitat l'expansió del poble, tant en espai residencial com industrial. A la plana hi ha conreus de cereals i lleguminoses al secà, i farratges, patates, hortalisses i arbres fruiters al regadiu. Hi ha ramaderia bovina i porcina. La muntanya gairebé tota ella és ocupada per boscos (alzinars, suredes, pinedes, rouredes, castanyedes), amb diverses cases de pagès, moltes abandonades en els darrers anys o que només tenen una funció residencial.

## Indústria i treball

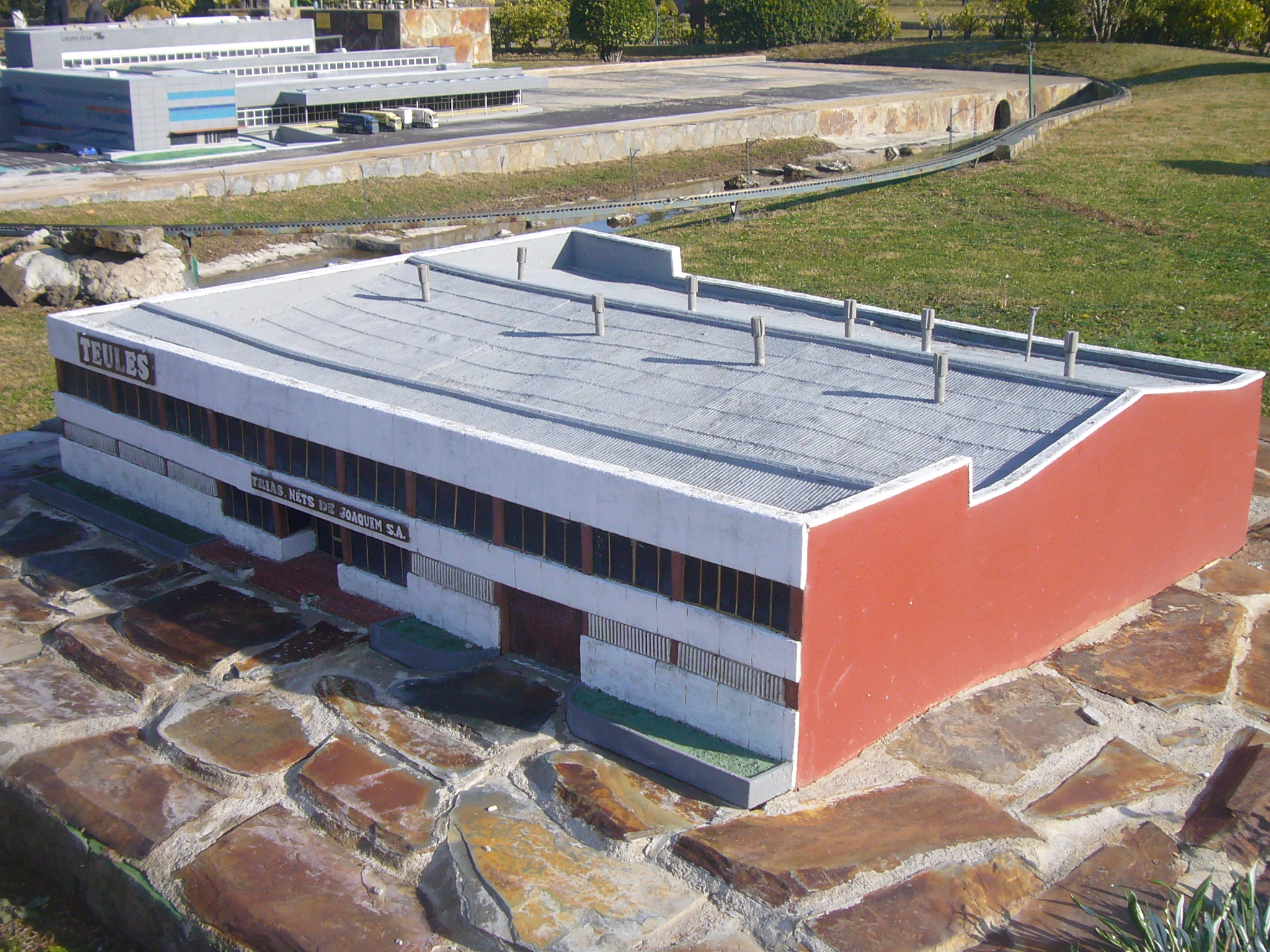
Maqueta a Catalunya en Miniatura de la fàbrica de galetes i teules Néts de Joaquim Trias

Hi ha algunes indústries petites i mitjanes dedicades a la transformació dels productes del bosc; d'altres són tèxtils (fibres, gènere de punt) o de la confecció, de productes alimentaris (pastes, productes làctics) on destaca l'empresa centenària Galetes Trias, de materials de la construcció o tallers metal·lúrgics. Malgrat aquestes indústries locals, hi ha força gent de Santa Coloma de Farners que treballa fora del poble, fins a les indústries i serveis de Girona i rodalia.
Festes:
24 de setembre: Sant Dalmau Moner Festa Major.
Dimarts de Pasqua: Festa del cor. Pelegrinatge a L'ermita de Farners, dinar popular, cantada de Caramelles, i Sardanes.
20 de gener: Arribada del pelegrí de Tossa.
Mercats:
Dilluns a la plaça Farners.
Dissabte a la plaça del Firal.

## Demografia
| 1497 f | 1515 f | 1553 f | 1717 | 1787  | 1857  | 1877  | 1887  | 1900  | 1910  |
| ------ | ------ | ------ | ---- | ----- | ----- | ----- | ----- | ----- | ----- |
| 97     | 76     | 112    | 940  | 2.660 | 5.172 | 5.517 | 5.286 | 5.041 | 5.074 |

| 1920  | 1930  | 1940  | 1950  | 1960  | 1970  | 1981  | 1990  | 1992  | 1994  |
| ----- | ----- | ----- | ----- | ----- | ----- | ----- | ----- | ----- | ----- |
| 5.054 | 4.619 | 4.546 | 4.754 | 4.804 | 5.839 | 6.990 | 8.073 | 8.321 | 8.321 |

| 1996  | 1998  | 2000  | 2002  | 2004   | 2006   | 2008   | 2010   | 2012   | 2014   |
| ----- | ----- | ----- | ----- | ------ | ------ | ------ | ------ | ------ | ------ |
| 8.404 | 8.594 | 8.867 | 9.396 | 10.036 | 10.565 | 11.412 | 11.948 | 12.448 | 12.601 |

| 2016   | 2018   | 2020   | 2022   | 2024   | 2026 | 2028 | 2030 | 2032 | 2034 |
| ------ | ------ | ------ | ------ | ------ | ---- | ---- | ---- | ---- | ---- |
| 12.583 | 12.894 | 13.363 | 13.557 | 13.657 | -    | -    | -    | -    | -    |

El 1857 incorpora Castanyet i Sant Pere Cercada; i el 1975, Sant Miquel de Cladells.

## Política
| Candidatura | Candidatura                                                   | Cap de llista      | Vots  | Regidors | % vots |
| ----------- | ------------------------------------------------------------- | ------------------ | ----- | -------- | ------ |
|             | Convergència i Unió                                           | Carles Roca        | 1.530 | 7        |        |
|             | Esquerra Republicana de Catalunya - Acord Municipal           | Joan Martí Bonmatí | 1525  | 7        |        |
|             | Candidatura d'Unitat Popular - Poble Actiu                    | Sylvia Barragan    | 395   | 1        |        |
|             | Moviment d'Esquerres                                          | Teresa Garcia      | 364   | 1        |        |
|             | Partit dels Socialistes de Catalunya - Candidatura de Progrés | Manel Roqueta      | 280   | 1        |        |
|             | Ara Podem Santa Coloma de Farners                             | Sergi Aleixandre   | 219   | 0        |        |
|             | Ciutadans - Partit de la Ciutadania                           | Manuel Amador      | 213   | 0        |        |
|             | La veu del Poble - Independents de la Selva                   | Rafael Reixach     | 159   | 0        |        |
|             | Partit Popular de Catalunya                                   | Jaume Fontanet     | 149   | 0        |        |
|             | Plataforma per Catalunya                                      | Judith da Silva    | 51    | 0        |        |
| Total       | Total                                                         | 4885               | 4885  | 17       |        |

| Candidatura | Candidatura                              | Cap de llista               | Vots  | Regidors | % vots |
| ----------- | ---------------------------------------- | --------------------------- | ----- | -------- | ------ |
|             | Esquerra Republicana de Catalunya        | Joan Martí i Bonmatí        | 1.659 | 6        | 30,42  |
|             | Junts per Catalunya                      | Susagna Riera i Anglada     | 1.468 | 5        | 26,92  |
|             | Independents per Santa Coloma de Farners | Josep Prat i Pla            | 763   | 2        | 13,99  |
|             | Partit dels Socialistes de Catalunya     | Beatriz Ventura i Navarro   | 619   | 2        | 11,35  |
|             | Candidatura d'Unitat Popular             | Sylvia Barragan i Sacco     | 602   | 2        | 11,04  |
|             | Moviment d'esquerres-UPMcat              | Maria Teresa Canals i Cugat | 196   | 0        | 3,59   |
| Total       | Total                                    | 5307                        | 5307  | 17       | 97,31  |

| Candidatura | Candidatura                              | Cap de llista            | Vots  | Regidors | % vots |
| ----------- | ---------------------------------------- | ------------------------ | ----- | -------- | ------ |
|             | Junts per Santa Coloma de Farners        | Carme Salamaña Daranas   | 1.203 | 5        | 28,23  |
|             | Independents per Santa Coloma de Farners | Josep Prat Pla           | 922   | 4        | 21,63  |
|             | Candidatura d'Unitat Popular             | Ivette Casadevall i Cufí | 807   | 4        | 18,93  |
|             | Esquerra Republicana de Catalunya        | Joan Casalprim Busquets  | 782   | 3        | 18,35  |
|             | Partit dels Socialistes de Catalunya     | Beatriz Ventura Navarro  | 399   | 1        | 9,36   |
| Total       | Total                                    | 4113                     | 4113  | 17       | 96,5   |

## Fires
- Festa-Concurs de la Ratafia (novembre)
- Mercat de les Herbes de la Ratafia (maig)
- Fira i cursa del Pa amb Tomàquet (abril)
- Fira de Nadal (desembre)
- Festa de la Revolta dels segadors (maig)
- Festa Major (setembre)

## Llocs d'interès
Vegeu Llista de monuments de Santa Coloma de Farners
- Monestir de Sant Pere Cercada
- Parc de Sant Salvador
- Sant Salvi de Cladells
- Sant Miquel de Cladells
- Ermita de Sant Andreu de Castanyet
- Ermita de Sant Iscle i Santa Victòria de Sauleda
- Ermita de Sant Marçal
- Castell de Farners
- Ermita de la Mare de Déu de Farners
- Les Roqueteres (Santa Coloma de Farners)
- Turó del vent
- El rocar
- Les roques del rei
- Pedra dels evangelis
- Roca Guillera
- Roca Abellera
- Museu Trias de les Galetes[3]
- Casa de la Paraula (museu)
- Arxiu Comarcal de la Selva
- Can Xifre[4]
- Balneari Termes Orion
- Magma Centre Lúdic Termal
- Ca n'Aragó